# Android 1.1
Android 1.1 wurde als offizielle zweite Version des Android-Systems 4 Monate nach Android 1.0 eingeführt. Obwohl Android 1.1 während der Entwicklungsphase unternehmensintern als „Petit Four“ bezeichnet wurde, wurde dieser Name nie als offizieller Codename verwendet. Die Version hat damit keinen Codenamen, rückwirkend etablierte sich aber als Nachfolger von Android 1.0 der Name Android Beta. Die Version Android 1.1 basiert auf Linux 2.6.25. Diese Version ähnelte der vorherigen, nur einige Fehler wurden beseitigt. Es gab Änderungen an der Anwendungsprogrammierschnittstelle (API). Die Schaltflächen „Anzeigen“ und „Ausblenden“ wurden dem Aufrufmenü hinzugefügt. Es wurde die Möglichkeit hinzugefügt, Fotos in Nachrichten anzuhängen und zu speichern. Diese Version war nur auf dem T-Mobile G1 (HTC Dream) verfügbar.